# Tifón Yutu

El tifón Yutu, conocido en las Filipinas como Tifón Rosita, fue una tormenta tropical que cayó en la provincia filipina de Isabela. Es también el ciclón tropical más potente que ha impactado en  las Islas Marianas oficialmente, así como el segundo-sistema más fuerte en golpear Estados Unidos y sus protectorados en cuanto a la velocidad del viento, y el tercero más intenso en lo que respecta a la presión. Ha sido nombrada la vigésimo sexta tormenta, el duodécimo tifón, y el séptimo super tifón de la temporada 2018 de tifones del Pacífico, Yutu se originó en  una área de presión baja que se formó en el océano Pacífico occidental el 21 de octubre. La perturbación formó una depresión tropical en el mismo día, mientras el calor de la superficie marina aumentaba. Poco después de que tomara fuerza, el Centro de aviso Joint Typhoon (JTWC) le asignó  el identificador 31W al sistema. Siguió fortaleciéndose hasta convertirse en  una tormenta tropical varias horas más tarde, la Agencia Meteorológica de Japón (JMA) nombró al sistema Yutu. Cada vez más las condiciones favorables dejaron Yutu a una rápida intensificación, cuando el sistema mantuvo convección profunda y posteriormente devenía una tormenta tropical severa en el Océano Pacífico.
Varias horas más tarde, mientras mostraba una estructura organizada, Yutu continuó intensificandose explosivamente, deviniendo en un tifón rápidamente, se intensificó más allá de la Categoría 5, tifón de super intensidad, el 24 de octubre. El 25 de octubre, Yutu llegó a la isla de Tinian y la parte del sur de Saipán en su intensidad máxima, con una presión central mínima de 905 millibars (26.7 inHg), con vientos de 130 mph (215 km/h) sostenidos por 10 minutos, vientos de 180 mph (285 km/h) sostenidos por 1 minuto, y ráfagas de hasta 190 mph (305 km/h). Esto lo hace el ciclón tropical más potente  del mundo en 2018. Inmediatamente después de tocar tierra, Yutu experimentó un ciclo de sustitución en la pared del ojo (eyewall), provocando que se debilitara momentáneamente mientras completaba el proceso. Manteniendo el estado de super tifón, Yutu continuó moviéndose hacia el oeste hacia las Filipinas, entrando al Área de Responsabilidad Filipina  (Philippine Area of Responsibility, PAR).
La tormenta causó un daño catastrófico al atravesar Tinian y Saipán, destruyendo numerosos hograes y matando a 2 personas. Los vientos violentos destruyeron estructuras de concreto en el sur de Saipán y removieron grandes áreas de vegetación. En las Filipinas, los derrumbes extendidos mataron al menos 6 personas y dejaron más de 23 desaparecidos.